# Hope Is a Dangerous Thing for a Woman like Me to Have - but I Have It
Hope Is a Dangerous Thing for a Woman like Me to Have - but I Have It è un singolo della cantante statunitense Lana Del Rey, pubblicato il 9 gennaio 2019 come terzo estratto dal sesto album in studio Norman Fucking Rockwell!.

## Antefatti
Del Rey ha affermato di considerare il brano più che un singolo vero e proprio, una "fan track”. Lana Del Rey menzionò per la prima volta la canzone il 15 febbraio 2018, con il nome di Sylvia, durante il concerto dell'LA to the Moon Tour a San Diego. Il 25 ottobre 2018, postò su Instagram un estratto della canzone, annunciando che sarebbe stata parte del suo nuovo album. Il 3 dicembre 2018, Elle rivelò che Hope Is a Dangerous Thing for a Woman like Me to Have, allora conosciuta con il nome di Sylvia Plath sarebbe stata il suo nuovo e terzo singolo estratto da Norman Fucking Rockwell!. Il 2 gennaio 2019 annunciò di averne cambiato il nome.

## Stile musicale e tematiche
Hope Is a Dangerous Thing for a Woman like Me to Have - but I Have It è una ballata al pianoforte, descritta come "minimalista", in cui Del Rey medita su diverse tematiche, spaziando dalla religione alla famiglia, dall'alienazione ai miti sulla celebrità. Rob Sheffield di Rolling Stone, che attribuisce a Norman Fucking Rockwell! la tematica della morte del sogno americano, descrive Hope Is a Dangerous Thing for a Woman like Me to Have - but I Have It come «una sorta di epitaffio di tutto il paese, i suoi sogni e i suoi sognatori».

## Video musicale
Il video musicale, diretto dalla cantante stessa, è stato pubblicato il 25 agosto 2021 su un ex canale Youtube di del Rey, chiamato UHaulJoe. Del Rey ne ha annunciato la pubblicazione via Twitter, eliminando il tweet pochi minuti dopo. Essendo simile ad altri video di Norman Fucking Rockwell!, è possibile che sia stato registrato nel 2019 (anno di pubblicazione dell'album) nella casa della cantante, situata a Los Angeles. Una conversazione tra del Rey e un uomo a fine video può essere sentita anche nelle versioni in CD e vinile dell'album.

## Classifiche
| Classifica (2019)   | Posizione massima |
| ------------------- | ----------------- |
| Belgio (Fiandre)    | 81                |
| Belgio (Vallonia)   | 74                |
| Irlanda             | 80                |
| Lituania            | 50                |
| Regno Unito         | 99                |
| Ungheria (download) | 40                |